# Air Express Algeria
Air Express Algeria est une compagnie aérienne algérienne. Créée en 2002 pour répondre aux besoins de transport de l'industrie pétrolière et gazière en Algérie. Depuis sa fondation Air Express Algeria est basée à Hassi Messaoud et assure le transport d'importantes sociétés dans le sud algérien.
Air Express Algeria est une compagnie aérienne destinée à l'Industrie Pétrolière et Gazière en Algérie. Sa principal mission est d'offrir le meilleur service de transport aérien avec le plus haut niveau de qualité et de sécurité possible, - Le transport de personnel - Les évacuations Sanitaires - Les vols VIP. Depuis 2002, de grands acteurs de l'Industrie Pétrolière et Gazière en Algérie font confiance a cette compagnie. Basée à Hassi Messaoud, Air Express Algeria est un Opérateur approuvé IOGP ; avec son propre centre de maintenance approuvé par la DACM (CAA Algérie), l'EASA (PART 145) et la SACAA (CAA Afrique du Sud).

## Historique
- 2002 : Création de Air Express

- 2022: La société sud-africaine d'audit aéronautique Litson & Associates a décerné à AIR EXPRESS ALGERIA un Aviation Safety Award au niveau Silver. Le prix de la sécurité aérienne Litson & Associates a été créé en 2017 pour les compagnies aériennes et les exploitants d'aéronefs non réguliers qui ont maintenu des normes de sécurité aérienne élevées, évaluées par L&A sur un certain nombre d'examens de sécurité L&A. Il s'agit du premier L&A Aviation Safety Award en Algérie à un aéronef non régulier, depuis Air express a obtenu le niveau Gold.

## Flotte

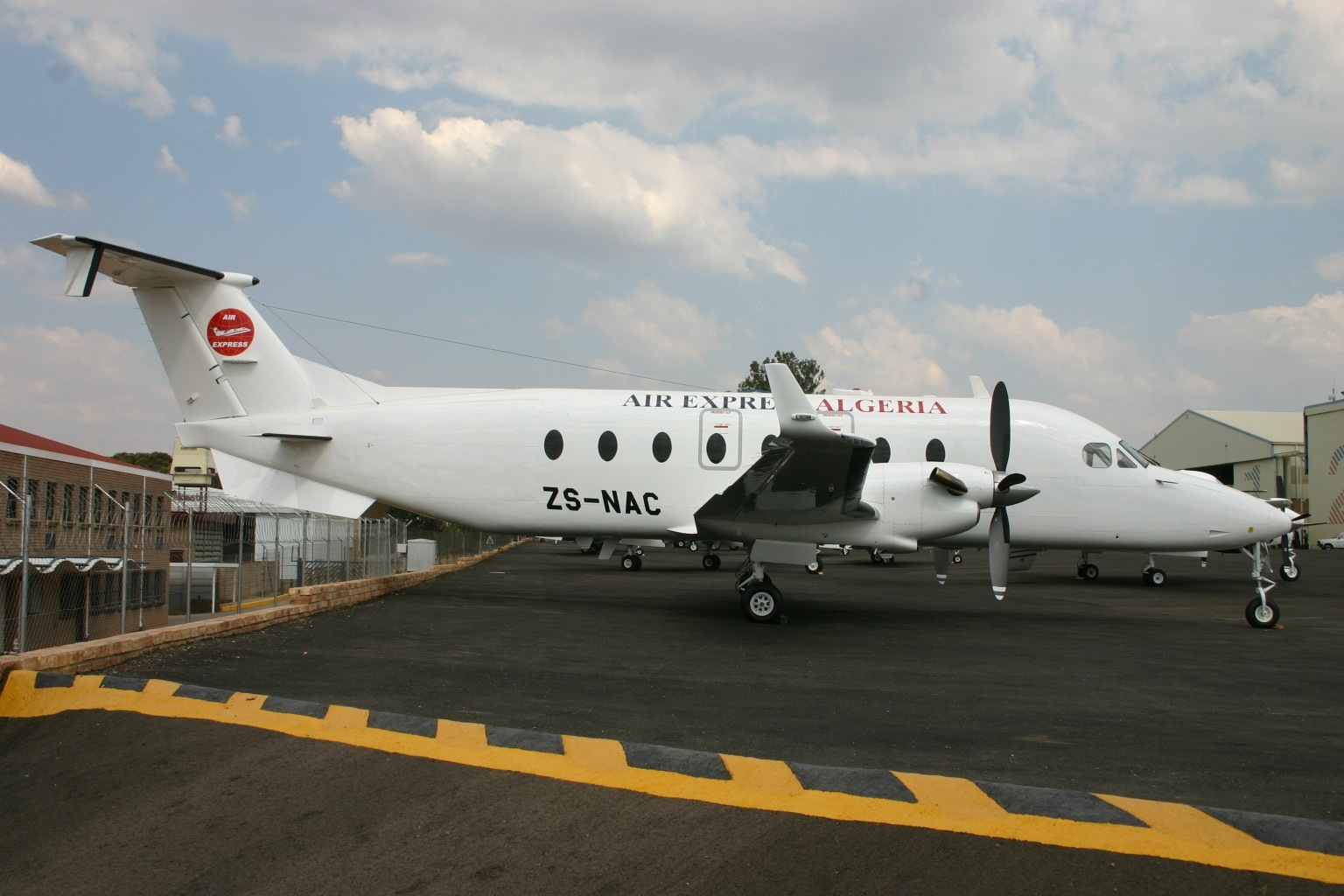
Beechcraft Be 1900 d'Air Express Algeria

Air Express Algeria possède une flotte aérienne spécialement équipée pour les environnements désertiques tels que celui qui entoure le site de Hassi Messaoud.
Les avions actuellement en service sont de type :
- 8 Beechcraft 1900D
- 5 Let L-410 UVP E-20